# 법무법인 테헤란
법무법인 테헤란은 2019년에 설립된 대한민국의 로펌이다. 주사무소는 서울시 강남구 테헤란로 420, KT선릉타워west에 위치하고 있으며, 서울, 인천, 부산, 수원, 대전, 대구, 광주에 분사무소를 두고 있으며, 약 300여명의 인력이 근무 중이다. 
2019년 중소벤처기업부는 해당 로펌 대표 변호사 이수학 변호사를 중소기업 기술보호 법무지원단 위원으로 위촉하였다.
2020년 법무부 법률사무 종사기관으로 지정되었다.
2022년 경상남도 거제시는 해당 로펌 소속 변호사 권오현 변호사를 고문변호사로 위촉하였다.
2020년, 2021년, 2022년 소비자서비스만족 대상을 수상하였다.
- 민사소송
- 형사소송
- 가사소송(이혼, 상속 등)
- 행정소송
- 기업법무(법률자문 및 컨설팅)
- 지식재산권
- 노동, 산업재해
- 상업등기(법인 설립, 변경 등)
- 개인회생·파산, 법인회생·파산
- 음주구제, 상속신청, 후견인, 출입국 등

- 서울 주사무소: 서울특별시 강남구 테헤란로 420, KT선릉타워West 9층
- 부산 분사무소: 부산광역시 연제구 거제대로 295, 주성산빌딩 7층
- 인천 분사무소: 인천광역시 남동구 미래로 7, 현대해상빌딩 10층
- 수원 분사무소: 경기도 수원시 영통구 광교중앙로 248번길 7-7, 이음빌딩 8층
- 대전 분사무소: 대전광역시 서구 둔산북로 56, 산화생명둔산사옥 11층
- 대구 분사무소: 대구광역시 수성구 달구벌대로 2397, KB손해보섬대구빌딩 18층
- 광주 분사무소: 광주광역시 서구 시청로 30, 삼성화재광주상무사옥 15층

- 법무법인 테헤란 홈페이지 바로가기
- 법무법인 테헤란 유튜브 바로가기

1. ↑  “특허법인 테헤란 이수학 변호사, '디자이너라면 꼭 알아야 할 디자인출원'”. 2019년 7월 23일. 2022년 11월 29일에 확인함.
2. ↑  “법무법인 테헤란, 법률사무종사기관 지정 “실력있는 변호사 양성을 위해 최선을 다하겠다” 포부밝혀”. 2019년 6월 26일. 2022년 11월 15일에 확인함.
3. ↑  “거제시, 권오현 고문변호사 신규 위촉”. 2022년 10월 13일. 2022년 11월 15일에 확인함.
4. ↑  “'법무법인특허법인 테헤란', 소비자서비스만족대상 수상”. 2022년 11월 15일에 확인함.
5. ↑  “법무법인 테헤란, 소비자서비스만족대상 2회 연속 대상”. 2021년 7월 15일. 2022년 11월 15일에 확인함.
6. ↑  “2022년 소비자가 뽑은 만족도 최고 기업은?”. 2022년 4월 28일. 2022년 11월 15일에 확인함.

- 사내변호사
- 기업법무팀